# Stadsprijs Geraardsbergen 2019
De 88e editie van de Belgische wielerwedstrijd Stadsprijs Geraardsbergen werd verreden op 26 augustus 2019. De start en finish vonden plaats in Geraardsbergen. De winnaar was Håkon Aalrust, gevolgd door Dennis Coenen en Ivar Slik.

## Uitslag
| Stadsprijs Geraardsbergen 2019 |                       |                          |            |
| Plaats                         | Naam                  | Ploeg                    | Tijd       |
| Winnaar                        | Håkon Aalrust         | Team Coop                | 3u 36' 28" |
| 2                              | Dennis Coenen         | Cibel                    | +42"       |
| 3                              | Ivar Slik             | Monkey Town-à Bloc CT    | +48"       |
| 4                              | Ross Lamb             | SwiftCarbon Pro Cycling  | z.t.       |
| 5                              | Damien Clayton        | Ribble Pro Cycling       | z.t.       |
| 6                              | Mark Christian        | Team Wiggins Le Col      | +56"       |
| 7                              | Julien Van Den Brande | Tarteletto-Isorex        | +1' 03"    |
| 8                              | Glenn Debruyne        | Cibel                    | z.t.       |
| 9                              | Jari Snyers           | Aluvano Development Team | z.t.       |
| 10                             | Brent Clé             | Corendon-Circus          | z.t.       |

1912 · 1913 · 1914–1926 · 1927 · 1928–1932 · 1933 · 1934 · 1935 · 1936 · 1937 · 1938 · 1939 · 1940 · 1941 · 1942 · 1943 · 1944 · 1945 · 1946 · 1947 · 1948 · 1949 · 1950 · 1951 · 1952 · 1953 · 1954 · 1955 · 1956 · 1957 · 1958 · 1959 · 1960 · 1961 · 1962 · 1963 · 1964 · 1965 · 1966 · 1967 · 1968 · 1969 · 1970 · 1971 · 1972 · 1973 · 1974 · 1975 · 1976 · 1977 · 1978 · 1979 · 1980 · 1981 · 1982 · 1983 · 1984 · 1985 · 1986 · 1987 · 1988 · 1989 · 1990 · 1991 · 1992 · 1993 · 1994 · 1995 · 1996 · 1997 · 1998 · 1999 · 2000 · 2001 · 2002 · 2003 · 2004 · 2005 · 2006 · 2007 · 2008 · 2009 · 2010 · 2011 · 2012 · 2013 · 2014 · 2015 · 2016 · 2017 · 2018 · 2019 · 2020 · 2021 · 2022